# Keteke
Keteke (del Akan: Tren) es una película de comedia ghanesa de 2017 escrita, dirigida y producida por Peter Sedufia.

## Sinopsis
La película está ambientada en la década de 1980, cuando la embarazada Atswei (Lydia Forson) y su esposo Boi (Adjetey Anang) intentan llegar a la aldea de Atswei para poder dar a luz. El único medio de transporte es un tren semanal, pero no consiguen abordarlo, entonces la pareja se ve obligada a buscar un medio de transporte alternativo.

## Elenco
- Edwin Acquah
- Fred Nii Amugi
- Adjetey Anang
- Lydia Forson
- Jeneral Ntatia
- Edmund Onyame
- Joseph Otsi
- Raymond Sarfo
- Clemento Suárez

## Premios
Keteke representó a Ghana en el Festival anual Khouribja África en Marruecos, diciembre de 2018 donde recibió el Premio de Mención Especial del Jurado.